# Сант'Антонио (Кремона)
Сант'Антонио је насеље у Италији у округу Кремона, региону Ломбардија.
Према процени из 2011. у насељу је живело 20 становника. Насеље се налази на надморској висини од 101 м.